# 仙寿院 (釜石市)
仙寿院（せんじゅいん）は、岩手県釜石市にある日蓮宗の寺院。山号は日澤山。本尊は大曼陀羅。

## 概要
1487年（文明19年）、日瑞によって現在の千葉県佐倉市に開かれた。1892年（明治25年）同県茂原市にある藻原寺の貫主が釜石の法華信者から招聘され、布教所を開設。そこで布教師として従事した東京都にある池上本門寺住職が1907年（明治40年）、安田善次郎の寄進も得て現在地に移転した。1969年（昭和44年）、本堂庫裏を新築。

## 新春韋駄天競走
東日本大震災の教訓や津波からの避難行動を意識付けるために行われる当寺の節分行事。兵庫県西宮市、西宮神社の開門神事「福男」選びをヒントに同市只越町の消防屯所付近から小高い丘の上にある当寺までの286メートルで実施される。6回目となった2019年は過去最多の154人が参加した。

## 現地情報

### 所在地
- 岩手県釜石市大只越町2-9-1

### 交通アクセス
- 釜石線、三陸鉄道釜石駅より徒歩20分
- 三陸沿岸道路釜石中央ICより車で10分

### 周辺施設
- 石応寺
- 釜石市役所
- ミッフィーカフェかまいし
- 釜石市民ホール